# Pelješki most
Pelješki most je most u Dubrovačko-neretvanskoj županiji u Hrvatskoj koji premošćuje Malostonski zaljev između Komarne na kopnu i Brijeste na poluotoku Pelješcu i tako cestovno ostvaruje kontinuitet teritorija Republike Hrvatske prekinut uskim koridorom kojim Bosna i Hercegovina kod Neuma izlazi na more. Izgrađen je u sklopu projekta Cestovna povezanost s južnom Dalmacijom. 
Ideju o gradnji mosta prvi put je 1997. godine objavio dubrovačko-neretvanski župan Ivan Šprlje (SDP). Most je 2000. dodan u prostorni plan županije, a onda su 2005. i 2007. svečano otvarani radovi na izgradnji kojom je do 2010. bilo realizirano tri posto prvotnog projekta, uz utrošenih 246 milijuna kuna i tek 71 milijun kuna ostvaren gradnjom. Hrvatska 2013. pristupa Europskoj uniji, čime se otvara mogućnost da ona sufinancira izgradnju; godine 2015. iz fondova unije Hrvatskoj je odobreno 330 milijuna eura za financiranje 85 % troškova gradnje. Natječaj raspisan 2017. godine u travnju 2018. dobiva kineska tvrtka China Road and Bridge Corporation s ponudom od 2 milijarde kuna i rokom izgradnje od 36 mjeseci.
U srpnju 2021. godine postavljen je posljednji segment grede mosta, a radovi na mostu završeni su 26. siječnja. Most je otvoren za promet 26. srpnja 2022.
Most je ovješenog tipa, ukupne duljine 2404 m sa šest glavnih stupova i trinaest raspona od čelika duljine od 72 do 285 metara, prema dizajnu Marjana Pipenbahera iz slovenske tvrtke Ponting.  Visinom od 55 metara udovoljilo se zahtjevu Bosne i Hercegovine za osiguranjem nesmetanog prolaska brodova do Neuma. Dubina mora pod mostom iznosi gotovo stalnih 27 metara, a zbog tla sastavljenog od debelih naslaga gline i mulja cijeli most je temeljen na stotinu metara dugačkim čeličnim cijevima promjera dva metra zabijenim u morsko dno. Lokacija mosta podložna je djelovanju jakih vjetrova i nalazi se u zoni znatne seizmičke aktivnosti. Most se nalazi u osjetljivom ekološkom području Malostonskog zaljeva koji je 1983. proglašen rezervatom prirode u moru, a zaštićen je i ekološkom mrežom Natura 2000.
Most je namijenjen prometovanju isključivo motornim vozilima, minimalnom brzinom od 60 km/h. Međutim, teški kamioni i kamioni koji prevoze opasne terete ne smiju prometovati mostom dok se ne završi Stonska obilaznica. Promet se odvija u oba smjera po dvjema voznim trakama (širine 3,5 m) uz koje se nalaze nešto uže zaustavne trake (širine 2,5 m) za vozila u kvaru. Most nema nogostup za pješake ni biciklističke trake.

## Povijest

### Povijest izgradnje
Geološka struktura tla u području mosta istraživana je od 2004. do 2011. u šezdeset bušotina koje su išle 130 m ispod dna, a izvoditelj je 2018. po novom projektu istražio dodatnih sedamnaest. Prvotni dizajn autora sa zagrebačkog Građevinskog fakulteta nikad nije realiziran, a projekt kojim je osigurano financiranje fondova Europske unije, 357 milijuna eura bespovratnih sredstava ili 85 posto prihvatljivih troškova koji se procjenjuju na ukupno 420 milijuna eura, bio je onaj Marjana Pipenbahera.

Ugovor o gradnji Pelješkoga mosta potpisan je 23. travnja 2018. s kineskom tvrtkom China Road and Bridge Corporation. Na gradilište 27. prosinca 2018. doplovljava kineski potopni brod Zhen Hua 7 s tri manja plovila i velikom dizalica za postavljanje pilota. Dopremljena su brodom i dva testna pilota i dovedeni kineski radnici koji će raditi na gradnji. Stometarske cijevi zabijaju se u dno na mjestima gdje će biti stupovi mosta, a na njima se na dnu izlijevaju betonski temelji, betonska naglavnica, i na njoj stupovi, piloni, mosta. Prvi pilot u dno je nakon višednevnog odgađanja zbog jakog juga postavljen 20. siječnja 2019. godine.
Dovršetak prve faze gradnje mosta obilježen je 11. travnja 2019. za posjeta kineskog premijera Lija Keqianga summitu Kina + 16 i pratećem poslovnom forumu u Dubrovniku. Li i hrvatski premijer Andrej Plenković otkrivaju spomen-ploču i zajedničkim pritiskanjem tipkala pokreću zabijanje najdužeg, 128-metarskog čeličnog pilota.
Brod Da Yu Sia s prvih dvadeset i devet dijelova čelične konstrukcije doplovio je 24. veljače 2020. nakon jednomjesečne plovidbe iz Kine na sidrište kod luke Ploče. Neki stupovi mosta već su bili dovršeni i pripremljeni za montažu prvih raspona. Velika dizalica s broda je dijelove mosta iskrcavala na plutajuće platforme koje su potom remorkeri odvlačili do mjesta za ugradnju.
Do kraja srpnja 2021. postavljeni su i zavareni svi segmenti mosta, a preostaje postavljanje hidroizolacije, ograde i asfaltiranje prometnice. Na kopnenoj strani kod Komarne cestu od 2 km koja most spaja s Jadranskom magistralom grade China Road and Bridge Corporation i Strabag. Na Pelješcu se gradi 30 km nove ceste: na dijelu od mosta do postojeće ceste Strabag je probio tunele od 500 i 2500 metara, a grade se vijadukti od 80, 150 i 500 metara, a ostatak od 18 km gradi tvrtka Avax s vijaduktom od 200 m kao i dvama tunelima od 1300 m i mostom od 500 m kojim će u sklopu stonske obilaznice biti premošćen Stonski kanal.

### Otvorenje mosta
Program otvaranja mosta počeo je ujutro 26. srpnja 2022. dok je svečanost je počela u 20:15 predatavljanjem visokih uzvanika, a potom s himnom Europske unije "Odom radosti" i himnom Republike Hrvatske, "Lijepom našom". Oko 20:40 nad mostom su nadletjela pet zrakoplova Krila Oluje. Oko 21:55 uslijedila je dubrovačka himna, "Himna slobodi", gdje su se u završnici njenog izvođenjaosim vatrometa, barke i brodice ispod mosta palile bengalske baklje. Oko 22:00 na jednoj strani je vozio automobil Rimac Nevera dok je u isto vrijeme na drugoj strani vozio bolid Nike Pulića, uz pucnjavu Dubrovačkih trombunjera i zvonjavu svih crkvenih zvona u Dubrovačkoj biskupiji. Najviši dužnosnici potom su otišli do početka mosta koji je zatim blagoslovio biskup Dubrovačke biskupije Roko Glasnović. Nakon toga se oko četrdesetak veterana I. i IV. gardijske brigade te 163. brigade iz dubrovačkog područja provozili su se motociklima provozali Pelješkim mostom iz Brijeste na Pelješcu u Komarnu. Uzvanici su također dočekali i prve automobile.

### Nakon izgradnje
Pelješkim mostom je godinu dana nakon otvorenja, 26. srpnja 2023., prošlo je 2.305.537 vozila. Zbog mosta promet na GP Klek i GP Zaton Doli smanjen za 67 %.

## Vanjske poveznice
- Pelješki most na stranici projektanta (Ponting)
- Prvotni projekt mosta i njegova vizualizacija